# Palaina albata
Palaina albata é uma espécie de gastrópode da família Diplommatinidae.
É endémica de Palau.